# Coppa Caduti Nervianesi
La Coppa Caduti Nervianesi est une course cycliste italienne disputée au mois d'avril autour de Nerviano, en Lombardie. Créée en 1947, cette épreuve est organisée par l'US Nervianese 1919. Elle fait partie du calendrier national de la Fédération cycliste italienne.
La compétition est formée d'une première boucle de 25 kilomètres à cinq tours puis d'un second circuit de 10 kilomètres emprunté à quatre reprises, soit une distance totale de 153 kilomètres. Son parcours est entièrement plat. 
L'édition 2020 est annulée en raison de la pandémie de Covid-19. Jusqu'à cette date, elle se déroulait sans interruption depuis sa création.

## Palmarès
| Année | Vainqueur           | Deuxième              | Troisième              |
| ----- | ------------------- | --------------------- | ---------------------- |
| 1947  | Oscar Ghibellini    |                       |                        |
| 1948  | Pasquale Fornara    |                       |                        |
| 1950  | Carlo Gambaro       |                       |                        |
| 1951  | Giancarlo Zucchetti | Gaetano Laganà        | M. Lonati              |
| 1952  | Osvaldo Giomo       |                       |                        |
| 1953  | Fabris              |                       |                        |
| 1954  | Gaetano Laganà      |                       |                        |
| 1955  | Scapin              |                       |                        |
| 1956  | Giuseppe Dante      | Rino Cattaneo         | D. Garzanio            |
| 1957  | Novello             |                       |                        |
| 1958  | Luigi Fusetti       | Luigi Arienti         | Ottavio Cogliati       |
| 1959  | Ernesto Baiardo     |                       |                        |
| 1960  | Ottavio Cogliati    |                       |                        |
| 1961  | Lino Ghisoni        |                       |                        |
| 1962  | Giuseppe Brembilla  |                       |                        |
| 1963  | Giovanni Mara       |                       |                        |
| 1964  | Rigamonti           |                       |                        |
| 1965  | Angelo Rognoni      | Adalberto Nebuloni    | Angelo Carrera         |
| 1966  | Aldini              |                       |                        |
| 1967  | Erasmo Cogliati     |                       |                        |
| 1968  | Francesco Plebani   |                       |                        |
| 1969  | Arnaldo Caverzasi   |                       |                        |
| 1970  | Alfredo Testoni     |                       |                        |
| 1971  | Fiorenzo Ballardin  |                       |                        |
| 1972  | Erminio Molteni     |                       |                        |
| 1973  | Carlo Riva          |                       |                        |
| 1974  | Fiorenzo Ballardin  |                       |                        |
| 1975  | Dino Porrini        |                       |                        |
| 1976  | Luigi Fossati       |                       |                        |
| 1977  | Bertolaso           |                       |                        |
| 1978  | Angelo Berta        |                       |                        |
| 1979  | Davide Pollio       |                       |                        |
| 1980  | Claudio Pettinà     |                       |                        |
| 1981  | Luigi Bussacchini   |                       |                        |
| 1982  | Rossi               |                       |                        |
| 1983  | Maurizio Colombo    | Daniele Saccon        | Claudio Calloni        |
| 1984  | Giuliano Dal Zovo   |                       |                        |
| 1985  | Fabio Perego        |                       |                        |
| 1986  | Fabrizio Bontempi   |                       |                        |
| 1987  | Savoia              |                       |                        |
| 1988  | Massimo Brunelli    |                       |                        |
| 1989  | Mario Manzoni       |                       |                        |
| 1990  | Maurizio Molinari   |                       |                        |
| 1991  | Cristian Carra      |                       |                        |
| 1992  | Stefano Dante       | Gabriele Missaglia    | Massimo Frigerio       |
| 1993  | Enrico Cassani      |                       |                        |
| 1994  | Simone Tomi         |                       |                        |
| 1995  | Fausto Oppici       |                       |                        |
| 1996  | Cristian Bianchini  | Marco Giroletti       | Alessandro Rota        |
| 1997  | Mirko Marini        | Andrea Vigoni         | Domenico Gualdi (it)   |
| 1998  | Tupak Casnedi       | Andrea Lanzani        | Fabio Carlino          |
| 1999  | Nicola Chesini      | Flaviano Mogavero     | Raffaele Cheula        |
| 2000  | Simone Cadamuro     | Sebastiano Scotti     | Maurizio La Falce      |
| 2001  | Manuel Bresciani    | Karl Moore            | Denis Bertolini        |
| 2002  | Simone Fadini       | Maxim Rudenko         | Giacomo Montanari      |
| 2003  | Marco Menin         | Giacomo Vinoni        | Yuriy Ivanov           |
| 2004  | Vladislav Prygunov  | Alexander Kiselev     | Diego Vailati Facchini |
| 2005  | David Vitoria       | Diego Nosotti         | Diego Vailati Facchini |
| 2006  | Giovanni Carini     | Marco Cattaneo        | Daniele Canziani       |
| 2007  | Andriy Buchko       | Marco Brossa          | Davide Tortella        |
| 2008  | Giuseppe De Maria   | Andriy Kutalo         | Davide Clerici         |
| 2009  | Gianluca Maggiore   | Stefan Trafelet       | Mauro Vicini           |
| 2010  | Thomas Tiozzo       | Michele Gobbi         | Marco Amicabile        |
| 2011  | Marco Zanotti       | Norman Falco          | Fabio Chinello         |
| 2012  | Edoardo Costanzi    | Alex Buttazzoni       | Mattia Pozzo           |
| 2013  | Davide Orrico       | Pietro Tedesco        | Nicolò Lavazza         |
| 2014  | Damiano Cima        | Nicola Poletti        | Matteo Pozzoli         |
| 2015  | Davide Martinelli   | Matteo Pozzoli        | Fabio Martinelli       |
| 2016  | Mattia De Mori      | Marco Gaggia          | Leonardo Bonifazio     |
| 2017  | Enrico Zanoncello   | Damiano Cima          | Carloalberto Giordani  |
| 2018  | Ahmed Galdoune      | Alessio Brugna        | Davide Ferrari         |
| 2019  | Gregorio Ferri      | Enrico Zanoncello     | Alessio Brugna         |
| 2020  | annulé              | annulé                | annulé                 |
| 2021  | Ivan Smirnov        | Davide Plebani        | Andrea Gatti           |
| 2022  | Cristian Rocchetta  | Carloalberto Giordani | Elia Menagale          |
| 2023  | Samuel Quaranta     | Davide Ferrari        | Ivan Smirnov           |
| 2024  | Simone Buda         | Cristian Rocchetta    | Lorenzo Ursella        |
| 2025  | Matteo Fiorin       | Lorenzo Cataldo       | Grigorii Skorniakov    |